# Rogelio Chávez
Rogelio Alfredo Chávez Martínez (ur. 28 października 1984 w Tula de Allende) – meksykański piłkarz występujący głównie na pozycji prawego obrońcy, reprezentant kraju.
Jest wychowankiem klubu Cruz Azul, w którym spędził większość swojej kariery. Zdobył z nim cztery wicemistrzostwa Meksyku (C2008, A2008, A2009, C2013) oraz puchar Meksyku (C2013). Na arenie międzynarodowej wygrał Ligę Mistrzów CONCACAF (2013/2014), a dwukrotnie dotarł do finału tych rozgrywek (2008/2009, 2009/2010). Wziął również udział w klubowych mistrzostwach świata (2014). W barwach Cruz Azul przez 11 lat wystąpił w 304 spotkaniach. 
W lidze meksykańskiej przez krótki czas występował także w klubach CF Pachuca i Atlas FC. Następnie grał w FBC Melgar, z którym wywalczył wicemistrzostwo Peru (2016). Pod koniec kariery został piłkarzem Arki Gdynia, na mocy umowy partnerskiej tego klubu z jednym z meksykańskich miast. Dla gdyńskiego zespołu nie zagrał jednak w żadnym oficjalnym meczu.
Został wybrany w oficjalnym plebiscycie FMF najlepszym bocznym obrońcą ligi meksykańskiej (A2009). W 2014 w jednym z meczów ligowych zdobył spektakularną bramkę uderzeniem z woleja z około 50 metrów. Trafienie to zyskało popularność w mediach sportowych w wielu krajach na świecie. Był znany ze swoich dośrodkowań i precyzyjnego wykonywania stałych fragmentów gry.
Rozegrał jedno towarzyskie spotkanie w reprezentacji Meksyku, w kwietniu 2014 przeciwko USA (2:2).

## Początki
Chávez pochodzi z miejscowości Tula de Allende, w stanie Hidalgo. Podobnie jak jego ojciec, od dziecka kibicował klubowi Cruz Azul. Był chłopcem do podawania piłek podczas meczów tego zespołu. W jednym z wywiadów wspominał, że w młodości oprócz gry w piłkę myślał o zostaniu architektem.
Jako nastolatek Chávez dwukrotnie przeszedł pomyślnie testy w akademii klubu Atlas FC, w jej filii w stanie Hidalgo. Zaproponowano mu przenosiny do klubowego internatu w Guadalajarze, na co w obydwóch przypadkach nie pozwoliła mu matka, która chciała, by najpierw ukończył edukację. Niedługo potem rozpoczął treningi w lokalnych, drugoligowych rezerwach Cruz Azul o nazwie Cruz Azul Hidalgo. Już po sześciu miesiącach przeniósł się do głównej akademii juniorskiej Cruz Azul z siedzibą w stołecznym mieście Meksyk, w której barwach grał w meksykańskiej lidze juniorów. W kwietniu 2001 Chávez dotarł z Cruz Azul do finału ogólnokrajowych juniorskich rozgrywek Torneo Internacional de Fuerzas Básicas, w którym jego ekipa przegrała z Guadalajarą (2:2, 3:6 po rzutach karnych).
W wieku 16 lat Cháveza oddelegowano z powrotem do Cruz Azul Hidalgo, z którym przez kilka sezonów występował w drugiej lidze meksykańskiej, mieszkając wówczas w swoim domu rodzinnym. W 2003 roku Cruz Azul Hidalgo z Chávezem w składzie przeniósł się do miasta Oaxaca i zmienił nazwę na Cruz Azul Oaxaca.
Początkowo Chávez występował w akademii Cruz Azul na pozycji ofensywnego pomocnika, skąd następnie został cofnięty do roli środkowego pomocnika. Podczas jednego z obozów, na który pojechał ze starszym rocznikiem akademii (w którym grali wówczas między innymi Aarón Galindo, Joel Huiqui czy Mario Ortiz), z powodu dużej konkurencji w składzie trener zakomunikował mu, że ma do wyboru grać na boku obrony albo siedzieć na ławce rezerwowych. Zdecydował się na zmianę pozycji i szybko zaczął na niej przejawiać spory potencjał. Pod kątem gry na bocznej obronie zaczął intensywnie trenować dośrodkowania wraz ze swoim kolegą z drużyny Luisem Orozco.

## Kariera klubowa

### Cruz Azul (2004–2011)
Równolegle do występów w drugoligowych rezerwach Cruz Azul Hidalgo i Cruz Azul Oaxaca, Chávez okazjonalnie brał udział w treningach pierwszego zespołu Cruz Azul. W meksykańskiej Primera División zadebiutował za kadencji tymczasowego trenera José Luisa Saldívara, który wcześniej prowadził go w Cruz Azul Oaxaca. Miało to miejsce 20 października 2004 na Estadio Luis „Pirata” Fuente w przegranym 2:3 spotkaniu 11. kolejki z Veracruz. Chávez rozpoczął spotkanie w wyjściowym składzie i został zmieniony w przerwie przez Cesáreo Victorino. Bezpośrednio po tym został odesłany z powrotem do Cruz Azul Oaxaca.
Do pierwszej drużyny został włączony na stałe latem 2005 przez trenera Rubéna Omara Romano, wraz z zawodnikami takimi jak Alejandro Castro czy Héctor Gutiérrez. Zaczął pojawiać się regularnie w podstawowym składzie dzięki wprowadzonej przez ligę tzw. zasadzie 20/11, która obligowała kluby z Primera División do wystawiania zawodników mających mniej niż 20 lat i 11 miesięcy. Jego szanse na grę wzrosły wobec regularnych wyjazdów Joela Huiqui i Ricardo Osorio na zgrupowania reprezentacji, a następnie po odejściu Osorio do niemieckiego VfB Stuttgart. Przez kolejne lata był wystawiany przez trenerów Isaaca Mizrahiego, Sergio Markariána i Benjamína Galindo na różnych pozycjach – środkowego pomocnika, prawego obrońcy i lewego obrońcy. Jego rywalami o miejsce w składzie byli między innymi Tomás Campos, Jaime Lozano i Carlos Bonet.
W lipcu 2007 Chávez wygrał z Cruz Azul przedsezonowy turniej towarzyski Copa Panamericana, organizowany w amerykańskim Phoenix. W finale z argentyńskim Boca Juniors (3:1) rozegrał pełne 90 minut.
W wiosennym sezonie Clausura 2008 Chávez wywalczył z Cruz Azul wicemistrzostwo Meksyku. Rozegrał wówczas 17 z 23 możliwych meczów (1255 na 2070 możliwych minut – ok. 61%), a obydwa mecze finałowe z Santosem Laguna (1:2, 1:1) przesiedział na ławce rezerwowych. Pół roku później, w jesiennym sezonie Apertura 2008, ponownie zdobył tytuł wicemistrza Meksyku. Tym razem wystąpił w 13 z 23 spotkań (988 na 2100 minut – ok. 47%), a Cruz Azul uległ w dwumeczu Toluce (0:2, 2:0, 6:7 po rzutach karnych). Chávez zagrał w finałowym rewanżu, kiedy to przebywał na boisku do 56. minuty. W sezonie 2008/2009 Cruz Azul dotarł natomiast do finału Ligi Mistrzów CONCACAF, a Chávez rozegrał w tamtej edycji 9 z 14 spotkań (488 na 1290 minut – ok. 38%). Nie wystąpił w żadnym z dwóch meczów finałowych z meksykańskim Atlante (0:2, 0:0).
Pozycja Cháveza w drużynie znacząco wzrosła latem 2009, po przyjściu do klubu trenera Enrique Mezy. Zdecydowanie postawił on na zawodnika, konsekwentnie wystawiając go na naturalnej dla niego pozycji, czyli na prawej obronie. Meksykańska prasa podkreślała jego piłkarski rozwój pod okiem Mezy, chwaląc go za ofensywną grę. Sam Chávez określał wówczas tamten okres jako najlepszy w swojej dotychczasowej karierze piłkarskiej. Owocnie układała się jego boiskowa współpraca z napastnikiem Emanuelem Villą, który zdobył wiele goli po jego dośrodkowaniach.
Chávez zdobył premierowego gola w pierwszej lidze 22 sierpnia 2009 na Estadio Azul w przegranym 2:3 meczu derbowym w 5. kolejce z Américą, kiedy to pokonał Guillermo Ochoę strzałem z rzutu wolnego. W jesiennym sezonie Apertura 2009 miał niepodważalne miejsce w składzie, wystąpił w 22 z 23 możliwych meczów (1881 z 2070 możliwych minut – ok. 91%), strzelił trzy gole i zanotował osiem asyst, a Cruz Azul wywalczył kolejne wicemistrzostwo Meksyku, ulegając w finale Monterrey (3:4, 1:2). W pierwszym meczu finałowym Chávez rozegrał 77 minut i zanotował dwie asysty przy golach Cristiana Riverosa (pierwszą z rzutu rożnego, a drugą z rzutu wolnego), zaś w drugim meczu rozegrał pełne 90 minut i asystował z rzutu rożnego przy bramce Alejandro Castro. Na oficjalnej gali organizowanej przez Meksykański Związek Piłki Nożnej otrzymał nagrodę dla najlepszego bocznego obrońcy sezonu, pokonując Efraína Juáreza (Pumas UNAM) i Manuela de la Torre (Toluca).
W edycji 2009/2010 Chávez po raz drugi z rzędu doszedł z Cruz Azul do finału Ligi Mistrzów CONCACAF. Wystąpił wówczas w 9 z 14 możliwych spotkań (541 z 1260 możliwych minut – ok. 43%) i strzelił gola w półfinałowym rewanżu z meksykańskim Pumas UNAM (5:0). Jego drużyna uległa w dwumeczu finałowym meksykańskiej Pachuce (2:1, 0:1) ze względu na zasadę bramek wyjazdowych. W pierwszym meczu finałowym Chávez wyszedł w wyjściowym składzie i grał do 88. minuty, a w rewanżu pojawił się na boisku w 77. minucie.
W październiku 2010 w meczu ligowym z Santosem Laguna (3:0) Chávez pod nieobecność Gerardo Torrado wyprowadził Cruz Azul na boisko z opaską kapitańską. W sezonie 2010/2011 wystąpił w trzeciej z rzędu edycji Ligi Mistrzów CONCACAF (pięć występów), a jego zespół dotarł do półfinału, gdzie odpadł z meksykańskim Monterrey (1:2, 1:1).

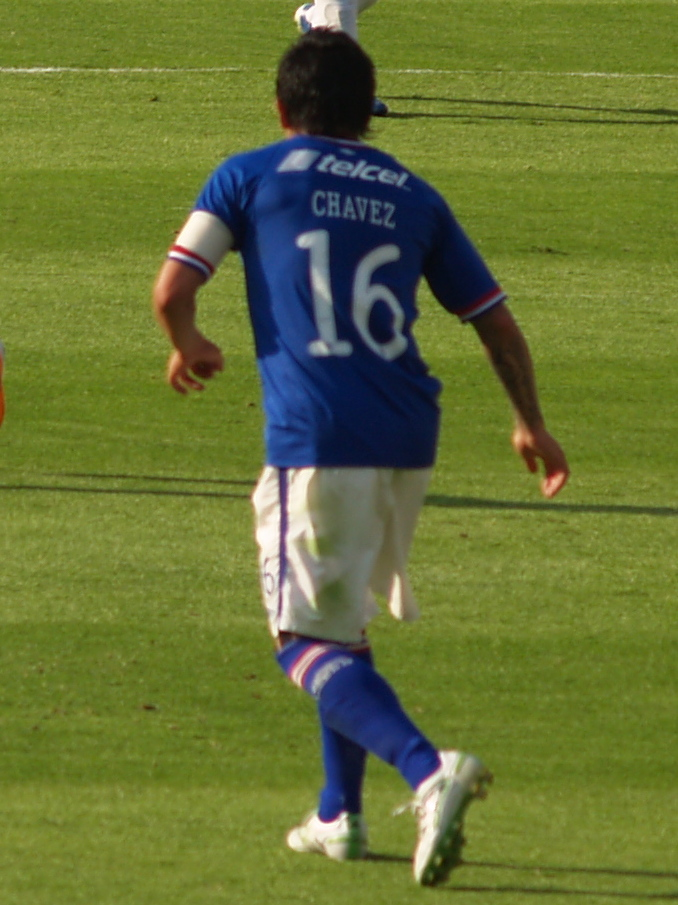
Chávez w barwach Cruz Azul (kwiecień 2011)

W kwietniu 2011, po ligowym meczu Cruz Azul z Santosem Laguna (0:3), Chávez został oskarżony o rasistowskie zachowanie przez Darwina Quintero, piłkarza rywali. Czarnoskóry Quintero otrzymał w tym meczu czerwoną kartkę po uderzeniu głową zaczepiającego go Christiana Giméneza. Na pomeczowej konferencji tłumaczył swoje zachowanie frustracją po tym, jak w jednej z poprzednich akcji Chávez miał nazwać go „gównianą małpą” (hiszp. „simio de mierda”). Chávez przyznał, że w ferworze spotkania prowokował rywala niecenzuralnymi słowy, jak często ma to miejsce podczas meczów piłkarskich, jednak zaprzeczył, jakoby miały one zabarwienie rasistowskie. Dodał również, że ma wielu kolegów o czarnym kolorze skóry, zaś narracja Quintero jest wyolbrzymiona. Sprawa była szeroko komentowana w krajowych mediach oraz przez osoby z meksykańskiego środowiska piłkarskiego. Klub Santos Laguna złożył skargę na zachowanie Cháveza do Komisji Dyscyplinarnej przy Meksykańskim Związku Piłki Nożnej, określaną jako precedensową w tego typu sprawach. Postępowanie w sprawie wszczęła również z urzędu Państwowa Komisja ds. Przeciwdziałania Dyskryminacji (Consejo Nacional para Prevenir la Discriminación, CONAPRED). Chávez został wezwany na przesłuchanie w roli świadka. Z powodu braku dowodów postępowanie umorzono. W późniejszych latach Chávez otwarcie popierał podejmowane przez ligę działania na rzecz przeciwdziałania rasizmowi.
Wiosną 2011 Chávez stracił pewne miejsce w wyjściowym składzie Cruz Azul. Trener Enrique Meza zaczął poza Chávezem wystawiać na prawej obronie Alejandro Castro oraz nominalnego stopera Julio Césara Domíngueza.

### Pachuca (2011)
W czerwcu 2011 Chávez, wobec ograniczonego czasu gry w Cruz Azul, zdecydował się odejść na wypożyczenie do CF Pachuca, pomimo że proponowano mu pozostanie w klubie. W Pachuce zadebiutował 23 lipca 2011 na Estadio Hidalgo w przegranym 1:4 meczu 1. ligowej kolejki z Santosem Laguna (rozegrał pełne spotkanie). Jedynego gola strzelił natomiast 29 października, również na stadionie Hidalgo, w wygranym 4:0 spotkaniu 16. kolejki z Monterrey, z rzutu wolnego.
Chávez przez pół roku spędzone w Pachuce pełnił rolę podstawowego piłkarza. Zajął z drużyną szóste miejsce w tabeli, a z decydującej o mistrzostwie fazy play-off odpadł w ćwierćfinale.

### Atlas (2012)
W styczniu 2012 Chávez na zasadzie sześciomiesięcznego wypożyczenia przeniósł się do klubu Atlas FC. W odwrotną stronę (do Pachuki) w ramach transakcji wiązanej powędrował Néstor Vidrio. Zespół z Guadalajary walczył wówczas o utrzymanie w lidze. Chávez opuścił część okresu przygotowawczego w nowym klubie z powodu kontuzji lewego kolana. W Atlasie zadebiutował 21 stycznia 2012 na Estadio Corregidora w przegranym 1:2 meczu 3. ligowej kolejki z Querétaro (wszedł na boisko w 31. minucie).
Atlas z Chávezem w składzie uniknął relegacji i utrzymał się w Primera División na dwie kolejki przed końcem sezonu. Ostatecznie zajął jedenaste miejsce w tabeli.

### Cruz Azul (2012–2016)
W czerwcu 2012 Chávez po dwóch wypożyczeniach powrócił do Cruz Azul. Pod wodzą trenera Guillermo Vázqueza pełnił jednak wyłącznie rolę rezerwowego dla reprezentanta Meksyku Gerardo Floresa i przez półtora roku zanotował w lidze meksykańskiej zaledwie pięć występów w pierwszym składzie. W wiosennym sezonie Clausura 2013 zdobył z Cruz Azul swoje czwarte wicemistrzostwo Meksyku, kiedy to jego zespół uległ w dramatycznym dwumeczu finałowym Américe (1:0, 1:2, 2:4 po rzutach karnych). Chávez rozegrał w tamtych rozgrywkach 9 z 23 spotkań (221 z 2100 minut – ok. 11%). W finałowym rewanżu wszedł na boisko w 85. minucie i w przegranej serii rzutów karnych wykorzystał swoją „jedenastkę”. Media zwracały uwagę, iż tamta drużyna Cruz Azul była najbliżej przełamania niechlubnej klubowej serii kilkunastu lat bez tytułu mistrzowskiego.
Równolegle do rzadkich występów w lidze meksykańskiej, Chávez regularnie występował w mniej prestiżowych, reaktywowanych wówczas rozgrywkach pucharu Meksyku (Copa MX). W sezonie Clausura 2013 wystąpił w 8 z 9 możliwych meczów (623 na 810 możliwych minut – ok. 77%) i wraz z Cruz Azul zdobył krajowy puchar. W decydujących spotkaniach trener Vázquez postawił jednak na Gerardo Floresa – w półfinale z Américą (1:1, 5:4 po rzutach karnych) Chávez wszedł na boisko w 89. minucie (w serii „jedenastek” wykorzystał swój rzut karny), a finał z Atlante (0:0, 4:2 po rzutach karnych) przesiedział na ławce rezerwowych.
W sierpniu 2013 konkurent Cháveza o miejsce w składzie, Gerardo Flores, doznał poważnej kontuzji kolana, wobec której musiał pauzować przez blisko pięć miesięcy. Nie poprawiło to jednak pozycji w składzie Cháveza, gdyż trener Guillermo Vázquez wolał przesunąć wówczas na prawą obronę Israela Castro, nominalnego defensywnego pomocnika. Sytuacja uległa zmianie w styczniu 2014, gdy Luis Fernando Tena zastąpił Vázqueza na stanowisku trenera. Zaczął on wystawiać Cháveza w wyjściowej jedenastce, kosztem powracającego do rytmu meczowego Floresa. Chávez odwdzięczył się świetną grą i nie oddał miejsca w składzie nawet po powrocie Floresa do stuprocentowej sprawności. Cruz Azul między styczniem a marcem 2014 zanotował osiem ligowych zwycięstw z rzędu, zajął ostatecznie pierwsze miejsce w tabeli (z fazy play-off odpadł w ćwierćfinale), a Chávez okazał się jedną z rewelacji sezonu Clausura 2014 – strzelił cztery gole i zanotował cztery asysty. Dzięki temu został czwartym najlepszym strzelcem Cruz Azul, po ofensywnym pomocniku Mauro Formice (8 goli), skrzydłowym Marco Fabiánie (7 goli) i napastniku Mariano Pavone (6 goli). Dziennik sportowy „Récord” wybrał go w swoim plebiscycie na najlepszego prawego obrońcę sezonu w lidze.
22 lutego 2014, w meczu 8. kolejki na Estadio Corregidora z Querétaro (3:1), Chávez zdobył gola dla Cruz Azul uderzeniem z woleja z około 50 metrów. Lecąca po łuku piłka nabrała w powietrzu mocnej rotacji, przelobowała bramkarza Edgara Hernándeza i po odbiciu się od słupka wpadła do bramki. Za sprawą niezwykłej urody gol Cháveza był szeroko komentowany w mediach na całym świecie. Był opisywany jako „najpiękniejszy gol roku”, „niesamowity”, „zdumiewający”, „nieprawdopodobny” czy „fantastyczny”. Chávez skomentował swoją bramkę następująco:

Wiedzieliśmy, że ich bramkarz zawsze gra wysunięty od bramki. Uderzyłem na bramkę, ale w ogóle nie spodziewałem się, że piłka wpadnie.

Wcześniej Chávez zdobył w tym samym meczu gola z rzutu karnego.
W sezonie 2013/2014 wygrał z zespołem prowadzonym przez trenera Tenę kontynentalne rozgrywki Ligi Mistrzów CONCACAF. Wystąpił w tamtej edycji w 8 z 10 możliwych spotkań (658 na 900 możliwych minut – ok. 73%). Nie zagrał jedynie w ćwierćfinałowym rewanżu z amerykańskim Sportingiem Kansas City (5:1) z powodu zawieszenia za nadmiar żółtych kartek oraz w pierwszym meczu półfinałowym z meksykańską Tijuaną (0:1), gdyż przebywał wówczas na zgrupowaniu reprezentacji. W obydwóch spotkaniach finałowych z meksykańską Tolucą (0:0, 1:1) wystąpił w pełnym wymiarze czasowym, a Cruz Azul triumfował dzięki zasadzie goli wyjazdowych. Tym samym Cruz Azul zwyciężył w północnoamerykańskiej Lidze Mistrzów po raz pierwszy od 17 lat i zakwalifikował się na klubowe mistrzostwa świata.
Latem 2014 Chávez przedłużył swój wygasający kontrakt z Cruz Azul. W edycji 2014/2015 po raz piąty wystąpił w rozgrywkach Ligi Mistrzów CONCACAF. Zagrał wówczas w trzech meczach, a jego drużyna (broniąca wówczas tytułu) odpadła sensacyjnie już w fazie grupowej, plasując się za kostarykańskim Alajuelense. W domowym meczu z panamskim Chorrillo (3:0) zanotował asystę przy golu Ismaela Valadéza, lecz również nie wykorzystał dwóch rzutów karnych (za pierwszym razem nie trafił w bramkę, a za drugim strzelił w słupek). Został z tego powodu wygwizdany przez kibiców Cruz Azul. W jego obronie publicznie stanęli po meczu koledzy z drużyny, między innymi Gerardo Torrado i Mauro Formica.
W grudniu 2014 Chávez znalazł się w składzie na klubowe mistrzostwa świata, rozgrywane w Maroku. Nie wystąpił tam jednak w żadnym z trzech spotkań, będąc rezerwowym dla Gerardo Floresa. Cruz Azul odpadł z turnieju po półfinałowej porażce z Real Madryt (0:4) i zajął ostatecznie czwarte miejsce.
W grudniu 2014 Chávez z powodu słabszej formy ponownie stracił miejsce na rzecz Gerardo Floresa, a następnie za kadencji trenerów Sergio Bueno i Tomása Boya był rezerwowym dla Omara Mendozy. W czerwcu 2015 prasa donosiła, że zainteresowany jego pozyskaniem jest walczący o utrzymanie Tiburones Rojos de Veracruz, zaś w listopadzie 2015 zespoły Chivas Guadalajara i Atlas FC. W grudniu 2015 został wystawiony przez Cruz Azul na listę transferową. W tym samym miesiącu klub doszedł do porozumienia w sprawie wypożyczenia zawodnika do drugoligowego Alebrijes de Oaxaca, lecz na przenosiny nie wyraził zgody sam Chávez. Został po tym odsunięty przez trenera Boya od drużyny, nie znajdując się w jego planach na wiosenny sezon i podczas okresu przygotowawczego trenował indywidualnie. Ostatecznie kilka dni przed rozpoczęciem rozgrywek Boy ponownie włączył go do zespołu.
Chávez przez ostatni rok swojego pobytu w Cruz Azul rozegrał zaledwie jeden mecz w lidze meksykańskiej. Utrata przez niego miejsca w drużynie zbiegła się z rozczarowującymi występami klubu: Cruz Azul aż przez cztery sezony z rzędu nie zakwalifikował się do ligowej fazy play-off. W maju 2016 Chávez ponownie został wystawiony na listę transferową.
Ogółem w barwach Cruz Azul spędził jedenaście lat, wystąpił łącznie w 304 spotkaniach. Wielokrotnie podkreślał swoje przywiązanie do barw klubowych.

### Melgar (2016)
W lipcu 2016 Chávez podpisał umowę do końca roku z ówczesnym mistrzem Peru, FBC Melgar. Meksykańska prasa opisała kierunek obrany przez zawodnika jako niespodziewany, gdyż piłkarze z Meksyku występowali dotychczas w lidze peruwiańskiej sporadycznie. Chávez został ściągnięty do Peru przez szkoleniowca Melgaru, Juana Reynoso, przez wiele lat związanego z Cruz Azul najpierw jako piłkarz, a następnie asystent trenera. W Melgarze piłkarz grał z numerem „7” na koszulce.
Chávez zadebiutował w peruwiańskiej Primera División w 1. kolejce jesiennej fazy Liguilla, 20 sierpnia 2016 na Estadio Monumental de la UNSA w wygranym 1:0 meczu z Universidadem César Vallejo (pojawił się na boisku w przerwie). Szybko dostosował się do warunków ligi peruwiańskiej, którą opisywał jako bardziej fizyczną i dynamiczną, a zarazem mniej techniczną niż meksykańska. Przez trenera Reynoso był wystawiany nie jako prawy obrońca, lecz środkowy pomocnik, tworząc duet w środku pola z Kolumbijczykiem Dahwlingiem Leudo. Peruwiańskie media uznały go jako najlepszy nabytek Melgaru w tamtym sezonie, a od dziennikarzy portalu De Chalaca otrzymał najwyższą średnią not meczowych spośród wszystkich piłkarzy zespołu. W peruwiańskiej prasie przylgnął do niego przydomek „Capo” (hiszp. „Szef”).
W sezonie 2016 Chávez zdobył z zespołem z Arequipy tytuł wicemistrza Peru. Nie był w stanie wystąpić w dwumeczu finałowym ze Sportingiem Cristal (1:1, 0:0), przegranym z powodu zasady goli wyjazdowych, gdyż wygasła ważność jego wizy na pobyt w Peru. 
Po zakończeniu sezonu Chávez odszedł z Melgaru i powrócił do Meksyku. Jego karta zawodnicza wciąż należała do Cruz Azul, lecz nie znajdował się w planach klubu i nie został zgłoszony do rozgrywek. Starając się utrzymać formę, trenował zatem indywidualnie na własną rękę. Decyzja o niezgłoszeniu do sezonu Cháveza, Gerardo Floresa i Francisco Floresa, wciąż pozostających na kontrakcie w klubie, była kwestionowana przez dziennikarzy wobec słabych występów podstawowych bocznych obrońców Cruz Azul w tamtym sezonie. W grudniu 2017 Chávez był łączony z walczącym u uniknięcie relegacji klubem Puebla FC, którego trenerem był wówczas Enrique Meza, zaś jego asystentem Juan Reynoso (byli przełożeni zawodnika odpowiednio z Cruz Azul i Melgaru).

### Arka Gdynia (2018–2019)
W marcu 2018 meksykańskie media podały informację, że Chávez jest bliski podpisania umowy z Sandecją Nowy Sącz, powołując się na słowa Alberto Pacheco, meksykańskiego biznesmena zamieszkałego w Polsce. Pacheco, który wcześniej pośredniczył w transferze Meksykanina Enrique Esquedy do Arki Gdynia, przyznał, iż Chávez skontaktował się z nim za pośrednictwem mediów społecznościowych i poprosił o pomoc w znalezieniu klubu. Początkowo Pacheco próbował ulokować zawodnika w Arce, lecz z powodu pełnego limitu piłkarzy spoza Unii Europejskiej postanowił polecić go do Sandecji. Chávez miał przejść w klubie z Nowego Sącza testy medyczne, a następnie podpisać kontrakt na półtora roku. Do transferu jednak nie doszło – jak wspominał później Chávez, działacze Sandecji po przesądzonym spadku do I ligi chcieli zmienić mu ustaloną wcześniej pensję. W czerwcu 2018 Chávez był oferowany przez Pacheco beniaminkowi I ligi, Garbarni Kraków.
We wrześniu 2018 Chávez oraz Urugwajczyk Agustín Barán rozpoczęli treningi z Arką Gdynia. W listopadzie 2018 Arka dzięki pośrednictwu Alberto Pacheco podpisała umowę partnerską z meksykańskim miastem Chignahuapan. Kilka dni później Chávez i Barán podpisali z Arką kontrakty do końca sezonu z opcją przedłużenia. Prezes Arki, Wojciech Pertkiewicz, oznajmił, że Chávez jako rozpoznawalny w Meksyku zawodnik będzie ambasadorem regionu Chignahuapan w Polsce i promotorem współpracy z tym miastem. Media sugerowały, że pozyskanie 34-letniego Meksykanina ma przede wszystkim charakter marketingowy.
Chávez został tym samym drugim w historii piłkarzem z Meksyku w Ekstraklasie, po Enrique Esquedzie. W momencie transferu przez ostatnie blisko dwa lata pozostawał bez klubu. W styczniu 2019 (w przeciwieństwie do Barána) znalazł się w kadrze Arki na obóz przygotowawczy w Turcji. W sparingach był wystawiany przez trenera Zbigniewa Smółkę w środku pola, a w prasie przewidywano, że będzie stanowił alternatywę dla Michała Nalepy. Według relacji piłkarzy Arki, pomimo długiej przerwy w grze, świetnie prezentował się z piłką przy nodze.
Ostatecznie Chávez podczas pobytu w Arce ani razu nie znalazł się w kadrze meczowej pierwszego zespołu. Wystąpił jedynie w pięciu meczach drużyny rezerw w rozgrywkach IV ligi (grupa pomorska). W czerwcu 2019 Arka Gdynia ogłosiła, że kontrakt z zawodnikiem nie zostanie przedłużony.
Po kilku miesiącach Pertkiewicz następująco wspominał pobyt Cháveza i Barána w klubie:

Nikt nie zakładał, że oni wejdą do pierwszej drużyny. Przynajmniej z marszu. Mogli, ale nie były to kontrakty celowane w pierwszy zespół. To był element „rozruszania” projektu w Meksyku. Chávez miał umiejętności, co podkreślali też zawodnicy, CV miał niezłe. To był dopiero początek współpracy i z tyłu głowy mieliśmy, że być może w dalszej perspektywie pojawią się ciekawsi piłkarze. Chávez u nas jest postacią anonimową, ale w Meksyku jest znany. Po transferze Esquedy ruch na naszym Twitterze z drugiej strony Oceanu był duży, więc pewnie zyskaliśmy trochę kibiców oraz zainteresowania klubem i miastem. Podobnie miało być z Chávezem.

Trener Arki w tamtym okresie, Zbigniew Smółka, w jednym z późniejszych wywiadów komentował natomiast:

Wolałbym odciąć się od tej historii. Dziś bym ich nie wziął. Ten Chávez umiał sporo, ale fizycznie był zapuszczony. Barán fizycznie wyglądał OK, choć nie był piłkarzem na miarę Ekstraklasy.

Chávez po latach tłumaczył, że podczas pobytu w Polsce dostrzegł, jak istotne jest odpowiednie odżywianie i suplementacja w profesjonalnym futbolu. Polski futbol ocenił jako stojący na niższym poziomie piłkarskim niż meksykański, lecz bardziej zaawansowany w kwestii przygotowania fizycznego.
Po powrocie do Meksyku Chávez otrzymał kilka zapytań ze strony różnych klubów, lecz nie zdecydował się na dołączenie do żadnego z nich. Nie zakończył oficjalnie kariery i trenował na własną rękę, by pozostać w formie.

## Kariera reprezentacyjna
W lutym 2014 udane występy Cháveza w barwach Cruz Azul zostały publicznie pochwalone przez selekcjonera reprezentacji Meksyku, Miguela Herrerę, który przyznał, że 29-latek znajduje się w orbicie jego zainteresowań. Dwa tygodnie później został powołany przez Herrerę na mecz towarzyski z USA. Był to ostatni sparing Meksyku przed ogłoszeniem składu na mistrzostwa świata w Brazylii. Spotkanie odbyło się poza oficjalnym terminem FIFA, dlatego zarówno Meksyk, jak i USA powołały wyłącznie piłkarzy występujących w rodzimych ligach. Z tego samego powodu Cruz Azul nie miał obowiązku puścić Cháveza i Marco Fabiána na zgrupowanie reprezentacji (w tym samym czasie zespół rozgrywał spotkanie w Lidze Mistrzów CONCACAF), lecz bez większego problemu zezwolił im na wyjazd, nie chcąc utrudniać im starań o powołanie na mundial.
W spotkaniu z USA, rozegranym 2 kwietnia 2014 na University of Phoenix Stadium w Glendale w Arizonie, Chávez wyszedł na boisko w wyjściowym składzie i jako prawy obrońca grał do 63. minuty, kiedy to został zmieniony przez Paula Aguilara. Mecz zakończył się remisem 2:2. W opinii mediów Chávez nie zaprezentował się z dobrej strony – portal ESPN uznał, że „nie zdał egzaminu” oraz nazwał jego występ „koszmarem”. 
Był to debiut i zarazem jedyny mecz zawodnika w reprezentacji narodowej. W maju 2014 selekcjoner Herrera ogłosił listę graczy powołanych na mistrzostwa świata w Brazylii, na której nie znalazł się Chávez.

## Statystyki kariery

### Klubowe
| Cruz Azul   | 2004–2005 | Meksyk | Liga MX          | 1   | 0  | —  | —   | —   | —  | —   | 1   | 0  |
| Cruz Azul   | 2005–2006 | Meksyk | Liga MX          | 27  | 0  | 2  | 0   | —   | —  | —   | 29  | 0  |
| Cruz Azul   | 2006–2007 | Meksyk | Liga MX          | 30  | 0  | 3  | 0   | —   | —  | —   | 33  | 0  |
| Cruz Azul   | 2007–2008 | Meksyk | Liga MX          | 37  | 0  | 3  | 0   | —   | —  | —   | 40  | 0  |
| Cruz Azul   | 2008–2009 | Meksyk | Liga MX          | 20  | 0  | —  | —   | LMC | 9  | 0   | 29  | 0  |
| Cruz Azul   | 2009–2010 | Meksyk | Liga MX          | 37  | 3  | —  | —   | LMC | 9  | 1   | 46  | 3  |
| Cruz Azul   | 2010–2011 | Meksyk | Liga MX          | 24  | 0  | —  | —   | LMC | 5  | 0   | 29  | 0  |
| Pachuca     | 2011–2012 | Meksyk | Liga MX          | 17  | 1  | —  | —   | —   | —  | —   | 28  | 1  |
| Atlas       | 2011–2012 | Meksyk | Liga MX          | 11  | 0  | —  | —   | —   | —  | —   | 28  | 1  |
| Cruz Azul   | 2012–2013 | Meksyk | Liga MX          | 16  | 0  | 14 | 0   | —   | —  | —   | 30  | 0  |
| Cruz Azul   | 2013–2014 | Meksyk | Liga MX          | 21  | 5  | —  | —   | LMC | 8  | 0   | 29  | 5  |
| Cruz Azul   | 2014–2015 | Meksyk | Liga MX          | 24  | 1  | —  | —   | LMC | 3  | 0   | 27  | 1  |
| Cruz Azul   | 2015–2016 | Meksyk | Liga MX          | 1   | 0  | 10 | 1   | —   | —  | —   | 11  | 1  |
| Melgar      | 2016      | Peru   | Primera División | 14  | 0  | —  | —   | —   | —  | —   | 14  | 0  |
| Arka Gdynia | 2018–2019 | Polska | Ekstraklasa      | 0   | 0  | —  | —   | —   | —  | —   | 0   | 0  |
| Ogółem      |           |        |                  |     |    |    |     |     |    |     |     |    |
| Meksyk      | Meksyk    | Meksyk | 266              | 10  | 32 | 1  | LMC | 34  | 1  | 332 | 12  |    |
| Peru        | Peru      | Peru   | 14               | 0   | —  | —  | —   | —   | —  | 14  | 0   |    |
| Polska      | Polska    | Polska | 0                | 0   | —  | —  | —   | —   | —  | 0   | 0   |    |
| Ogółem      | Ogółem    | Ogółem | Ogółem           | 280 | 10 | 32 | 1   | LMC | 34 | 1   | 346 | 12 |

- LMC – Liga Mistrzów CONCACAF

Źródło:

### Reprezentacyjne
| Meksyk | Meksyk | 2014   | 1 | 0 | — | — | — | — | — | 1 | 0 |
| Ogółem | Ogółem | Ogółem | 1 | 0 | — | — | — | — | — | 1 | 0 |

Źródło:

## Osiągnięcia
Cruz Azul
- wicemistrzostwo Meksyku (4): 2008 (C), 2008 (A), 2009 (A), 2013 (C)
- puchar Meksyku (1): 2013 (C)
- Liga Mistrzów CONCACAF (1): 2013/2014
- finał Ligi Mistrzów CONCACAF (2): 2008/2009, 2009/2010

FBC Melgar
- wicemistrzostwo Peru (1): 2016

Indywidualne
- najlepszy boczny obrońca Liga MX (1): 2009 (A)

## Styl gry
Naturalną pozycją Cháveza była prawa obrona, na której występował przez większość kariery. Był jednak uznawany za zawodnika uniwersalnego – na różnych etapach kariery grywał również jako lewy obrońca, prawy pomocnik, defensywny pomocnik i środkowy pomocnik. W środku pola występował zwłaszcza pod koniec swojej gry w piłkę, w Peru i w Polsce.
Obserwatorzy charakteryzowali Cháveza jako zdolnego, prawonożnego, ofensywnie grającego bocznego obrońcę, dysponującego świetnym i precyzyjnym dośrodkowaniem oraz podaniem wertykalnym. Dobrze ustawiał się na boisku. Do swoich największych zalet zaliczał waleczność i zaangażowanie na placu gry.
Chávez był opisywany jako zawodnik bardzo dobrze wykonujący stałe fragmenty gry. W każdym ze swoich klubów regularnie wykonywał rzuty rożne i wolne, a czasem również rzuty karne. Według statystyk portalu Mediotiempo zaliczył w lidze meksykańskiej co najmniej 26 asyst.
Jego idolem piłkarskim był Marcelo.

## Życie prywatne
Chávez jest żonaty z dwa lata od siebie młodszą Dulce Torres, którą poznał w wieku 17 lat. Mają dwójkę dzieci: córkę Brithany (ur. 2001) oraz syna Rogelia (ur. 2007). Jest wierzącym chrześcijaninem. Po zakończeniu kariery osiadł w rodzinnym stanie Hidalgo.
Koledzy z drużyny zwracali się do niego „Roy”. Obserwatorzy zwracali uwagę na jego małomówność na placu gry; on sam opisywał siebie jako osobę spokojną i cichą, zarówno na boisku, jak i poza nim. Trener Juan Reynoso charakteryzował go jako prostolinijnego i szlachetnego.
Chávez ma kilkadziesiąt tatuaży. Pierwszy z nich zrobił, gdy miał 14 lat, a w październiku 2016 w wywiadzie zadeklarował, że miał ich wówczas około 27. Każdy z nich ma dla niego szczególne znaczenie; ma wytatuowane między innymi imiona dzieci, rodziców i rodzeństwa. Po zdobytych golach całował tatuaże na rękach z imionami swoich dzieci.